# Società Teosofica
La Società Teosofica è un'organizzazione internazionale fondata nel 1875 a New York, dedita allo studio e alla divulgazione della teosofia (letteralmente sapienza divina) e delle scienze esoteriche in generale.
Aderendo al principio della «fratellanza universale», si basa sul motto «non c'è religione più alta della verità», non richiedendo ai suoi membri alcuna specifica professione di fede.
Il suo organo ufficiale è il The Theosophist, fondato nel 1879 da H.P. Blavatsky e da H.S. Olcott.

## Storia

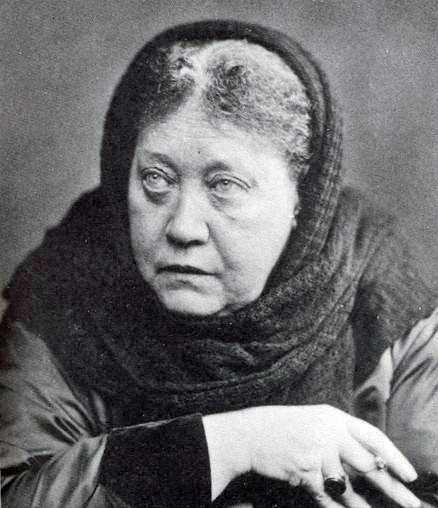
Madame Blavatsky

Nel 1874 la medium e sensitiva Helena Petrovna Blavatsky incontrò per la prima volta il colonnello Henry Steel Olcott durante un'indagine su delle manifestazioni spiritiche che da alcuni giorni si diceva infestassero una fattoria del Vermont nella città di Chittenden.
Nel luglio dell'anno seguente, la Blavatsky annotò nel suo diario l'invito da parte di maestri occulti, con cui sarebbe stata in contatto telepatico, a fondare una Società filosofico-religiosa.
Il 7 settembre 1875 vi fu così un incontro preliminare tra i suoi fondatori, i quali comunicarono la decisione di dare vita al progetto, per promuovere gli antichi insegnamenti della teosofia, quella saggezza divina che era stata alla base di altre scuole del passato, come il neoplatonismo, lo gnosticismo e i misteri del mondo classico. 

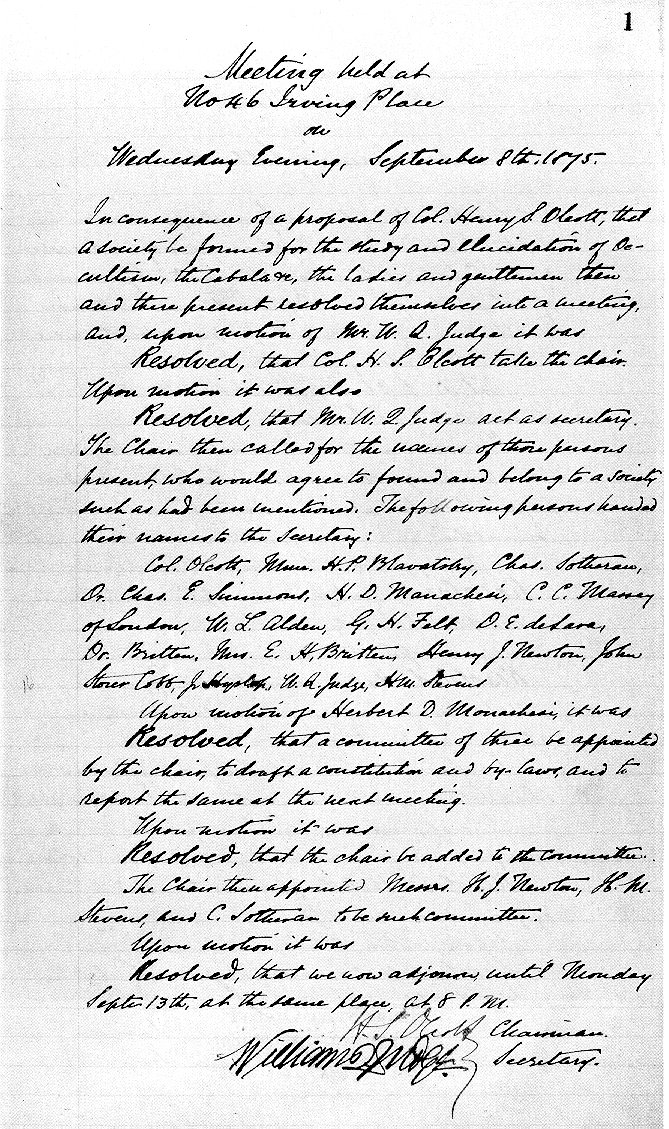
Protocollo di fondazione dell'8 settembre 1875

Il giorno seguente venne redatto un protocollo con le linee direttive: esso prevedeva Madame Blavatsky nel ruolo di segretaria, il colonnello Henry Olcott come suo primo presidente, e William Judge consulente legale.
La società contava un totale di 16 membri fondatori, tra cui anche George Henry Felt, Emma Hardinge Britten, Charles Sotheran, Charles E. Simmons, H. D. Monachesi, Charles Carleton Massey, William Livingston Alden, D. E. de Lara, Henry Jotham Newton, John Storer Cobb, James Hervey Hyslop e H. M. Stevens.
La nascita ufficiale avvenne a New York il 17 novembre 1875. Nell'occasione, il presidente Olcott tenne il discorso inaugurale.
Nel 1878, a seguito di contatti della Blavatsky con la Fratellanza dei Maestri occulti, che le assegnarono il compito di riscoprire in Oriente le fonti perdute dell'antica saggezza dell'umanità, lei e Olcott partirono per l'India, stabilendosi ad Adyar, nel distretto indiano di Chennai, dove trasferirono la sede della Società Teosofica, che vi risiede tuttora.
Dopo la morte della Blavatsky nel 1891, Olcott mantenne sempre il ruolo di presidente, ma l'ingresso di Annie Besant nella Società, che gli succederà alla presidenza nel 1907, diede inizio ad una nuova fase per il movimento, che comportò l'attenuazione dei tratti decisamente buddisti che esso aveva avuto fino allora, con un cambio di direzione verso l'induismo e una timida apertura al cristianesimo.
Oggi l'istituzione conta membri e uffici in un centinaio di paesi di tutti i continenti. La sua sede ufficiale è rimasta quella originale, fondata ad Adyar dalla Blavatsky.
Il primo nucleo italiano della Società Teosofica fu fondato nel 1902 a Vicenza, dove ha mantenuto la sua sede legale.

## Simbolo
Lo stemma della Società Teosofica presenta due triangoli intersecati a formare la stella di Davide, oltre al serpente, la svastica e la croce ansata, che simbolicamente riassumono i punti salienti della teosofia, alludendo, tra gli altri principi, alla Trinità, all'Unità sostanziale di ogni manifestazione di vita, all'onnipresenza dello Spirito nella materia, all'immortalità della vita e alla progressiva evoluzione dell'universo attraverso i suoi cicli periodici di nascita e morte.

## Obiettivi
I principali obiettivi che si pone la Società Teosofica sono:
1. formare un nucleo della Fratellanza Universale dell'umanità senza distinzioni di razza, sesso, credo, casta o colore;
2. incoraggiare lo studio comparato delle religioni, filosofie e scienze;
3. investigare le leggi occulte della Natura e le facoltà latenti nell'uomo.

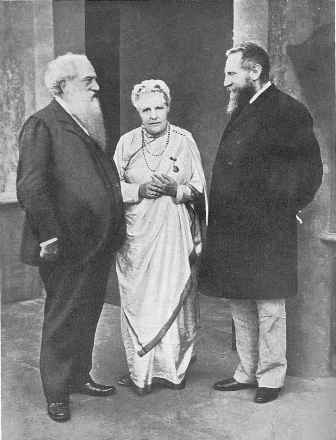
Annie Besant ad Adyar in compagnia di Henry Steel Olcott (a sinistra) e Charles Webster Leadbeater (a destra)

La Società non impone alcun dogma ai suoi membri, spontaneamente uniti dal comune obiettivo di ricercare la verità e dal desiderio di apprendere il significato dell'esistenza, dedicandosi allo studio, alla meditazione, alla purezza di vita e al volontariato. Non vi sono prerequisiti o limitazioni per chiunque intenda farne parte, salvo il fatto di riconoscere ogni altro essere umano come membro di una fraternità universale. La Società sottolinea la libertà di pensiero, di ricerca e di discussione.

### I Maestri occulti
Uno dei principi esoterici fondamentali divulgati dalla Società riguarda i retroscena occulti della complessa evoluzione dell'umanità, che si attua su scala cosmica ed è legata agli aspetti sia fisici che spirituali dell'Universo. La storia dello sviluppo del genere umano sulla Terra fu originariamente esposta nella Dottrina Segreta, l'opera magna di Helena Blavatsky del 1888, secondo la quale l'evoluzione dell'umanità si inserisce in quella complessiva del cosmo, ed è supervisionata da una gerarchia spirituale di personalità risiedenti in luoghi segreti, i cosiddetti «Maestri dell'Antica Sapienza», i cui gradi superiori sono costituiti da esseri spirituali ancora più avanzati.
Blavatsky interpretò la Società Teosofica come un tassello di un progetto più ampio, uno dei numerosi tentativi attuati nel corso dei millenni da questa Gerarchia nascosta per aiutare l'umanità, in accordo con lo schema evolutivo cosmico intelligente, per guidarla verso il suo ultimo, ineludibile destino: il raggiungimento della perfezione e della consapevolezza, con cui prendere parte volontariamente al processo evolutivo in corso. Questi tentativi richiedono un'infrastruttura terrena, quale appunto la Società Teosofica, che è sorta proprio sotto ispirazione di un certo numero di Mahatma, membri della suddetta Gerarchia.

## Scismi
Dal nucleo originario della Società Teosofica si sono separati col tempo vari esponenti per dare vita a degli organismi autonomi.
Già nel 1895 Judge, a seguito di alcune accuse di aver falsificato lettere dei Mahatma, pose fine alla sua associazione con Olcott e Besant portando con sé la maggior parte della sezione americana della compagnia. Il suo gruppo si è ulteriormente frammentato in una sezione guidata da Katherine Tingley, oggi risiedente negli "International Headquarters" di Pasadena in California, e un'altra seguace del segretario Ernest Temple Hargrove, scioltasi in seguito. Una terza organizzazione, la United Lodge of Theosophists (ULT), si è ulteriormente scissa da quella di Tingley nel 1909, come pure la Schola Philosophicae Initiationis formatasi a Madrid nel 1928.

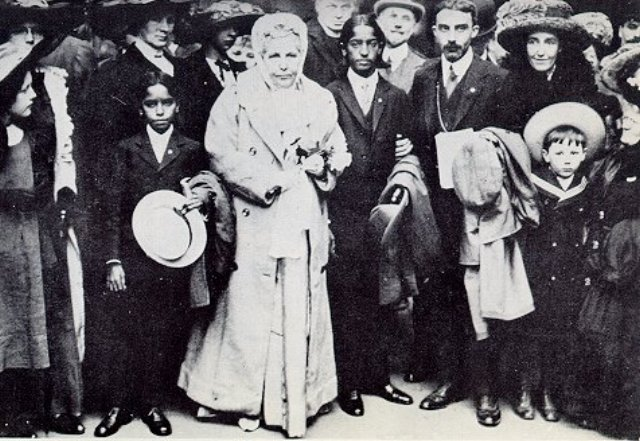
Annie Besant con Krishnamurti, suo fratello Nitya e George Arundale, in una fotografia scattata a Londra nel 1911

Ai primi del Novecento si ebbe poi una rottura ad opera di Rudolf Steiner, che era stato nominato da Annie Besant responsabile della sezione tedesca e austriaca. 
Prediligendo un approccio teosofico basato sul cristianesimo rosacrociano, anziché sulle commistioni orientali e induiste, Steiner giungerà a distaccarsi definitivamente dalla Società nel 1912, per fondare la Società Antroposofica. 
Nella vicenda pesò inoltre il dissenso nei riguardi della promozione che la Besant e Leadbeater stavano facendo allora del giovane Jiddu Krishnamurti come nuovo Buddha e persino come nuovo Cristo reincarnato, quando invece per Steiner la seconda venuta del Cristo non avrebbe potuto compiersi fisicamente, ma solo sul piano eterico.

## Presidenti della Società Teosofica
- Henry Olcott (1875-1907)
- Annie Besant (1907-1933)
- George Arundale (1934-1945)
- Curuppumullage Jinarajadasa (1946-1953)
- Sri Ram (1953-1973)
- John Coats (1973-1979)
- Radha Burnier (1980-2013)
- Tim Boyd (dal 2014)[19]

## Esponenti principali della Società Teosofica
- Helena Petrovna Blavatsky
- Henry Steel Olcott
- Charles Webster Leadbeater
- Annie Besant
- George Robert Stowe Mead
- William Quan Judge
- Alfred Percy Sinnett
- Franz Hartmann
- Constance Wachtmeister
- Alfredo Pioda
- Georges Méautis
- Ottone Penzig
- Curuppumullage Jinarajadasa
- Geoffrey Hodson
- Nikolaj Konstantinovič Roerich
- Torkom Saraydarian
- Damodar Mavalankar
- Alice Bailey
- Inayat Khan
- Rudolf Steiner
- Aleksandr Nikolaevič Skrjabin
- Rama Prasad
- Subba Row
- Giustiniano Lebano